# Enter Nowhere
Enter Nowhere è un film del 2011 diretto da Jack Heller. Le riprese del film cominciarono nel marzo del 2011. Il cast principale è composto da Sara Paxton, Scott Eastwood e Katherine Waterston.
Il film venne presentato negli Stati Uniti il 22 ottobre 2011 allo Screamfest Horror Film Festival.

## Trama
Quattro persone giungono misteriosamente in una baita abbandonata all'interno di una misteriosa, cupa e isolata foresta. Si trovano lì per una ragione ben precisa, che poi scopriranno, ma per salvarsi dovranno fidarsi l'uno dell'altro.